# Курбанов, Чарымурат
Чарымурат Курбанов (род. 12 мая 1977, Ашхабад) — туркменский футбольный судья, имеет категорию ФИФА. Обслуживает матчи чемпионата Туркменистана, а также международные матчи под эгидой АФК. Руководитель технического отдела Федерации футбола Туркменистана.

## Биография
Родился в Ашхабаде. Окончил Национальный институт спорта и туризма Туркменистана в 1994 году. Владеет туркменским, русским и английским языками.
В 2003 году Курбанов стал арбитром ФИФА.